# 胡征 (1964年)
胡征（1964年4月—），江苏苏州人，南京大学教授，主要从事化学、物理、材料的交叉学科领域的研究工作。入选中华人民共和国教育部2007年度"长江学者"特聘教授。